# Bauchlieger

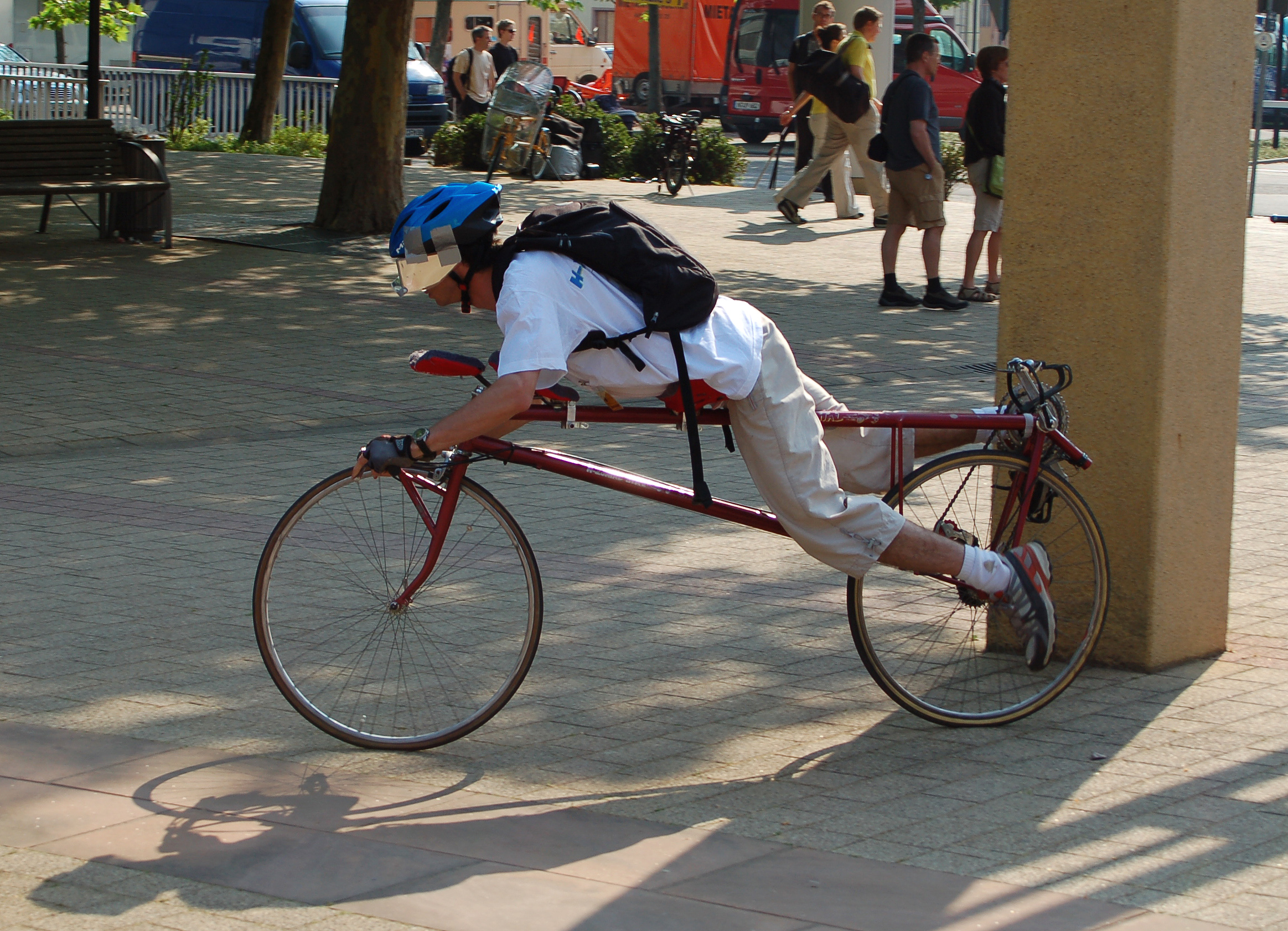
Bauchlieger auf der Spezialradmesse 2007 in Germersheim

Ein Bauchlieger ist ein Liegefahrrad, bei dem der Radfahrer mit dem Rücken nach oben liegt. Das Tretlager ist am Heck des Fahrrads angebracht. Der Fahrer liegt im Becken- und im vorderen Schulterbereich auf Polstern oder in einer Schale. Der Lenker ist direkt an der Gabel angebracht. Durch die besondere Position des Fahrers soll der Luftwiderstand vermindert und entsprechend die Geschwindigkeit des Fahrzeugs erhöht werden. Auch die kurze und damit leichte Kette wird als Vorteil betrachtet.
Nachteile des Bauchliegers sind allerdings eine schlechte Übersicht im Verkehr, eine geringe Gepäckkapazität und dass das Anfahren besonders viel Geschick erfordert. Deshalb und auch wegen der – selbst im Vergleich zum klassischen Liegerad – ungewöhnlichen Körperhaltung haben sich Bauchlieger nicht durchgesetzt.

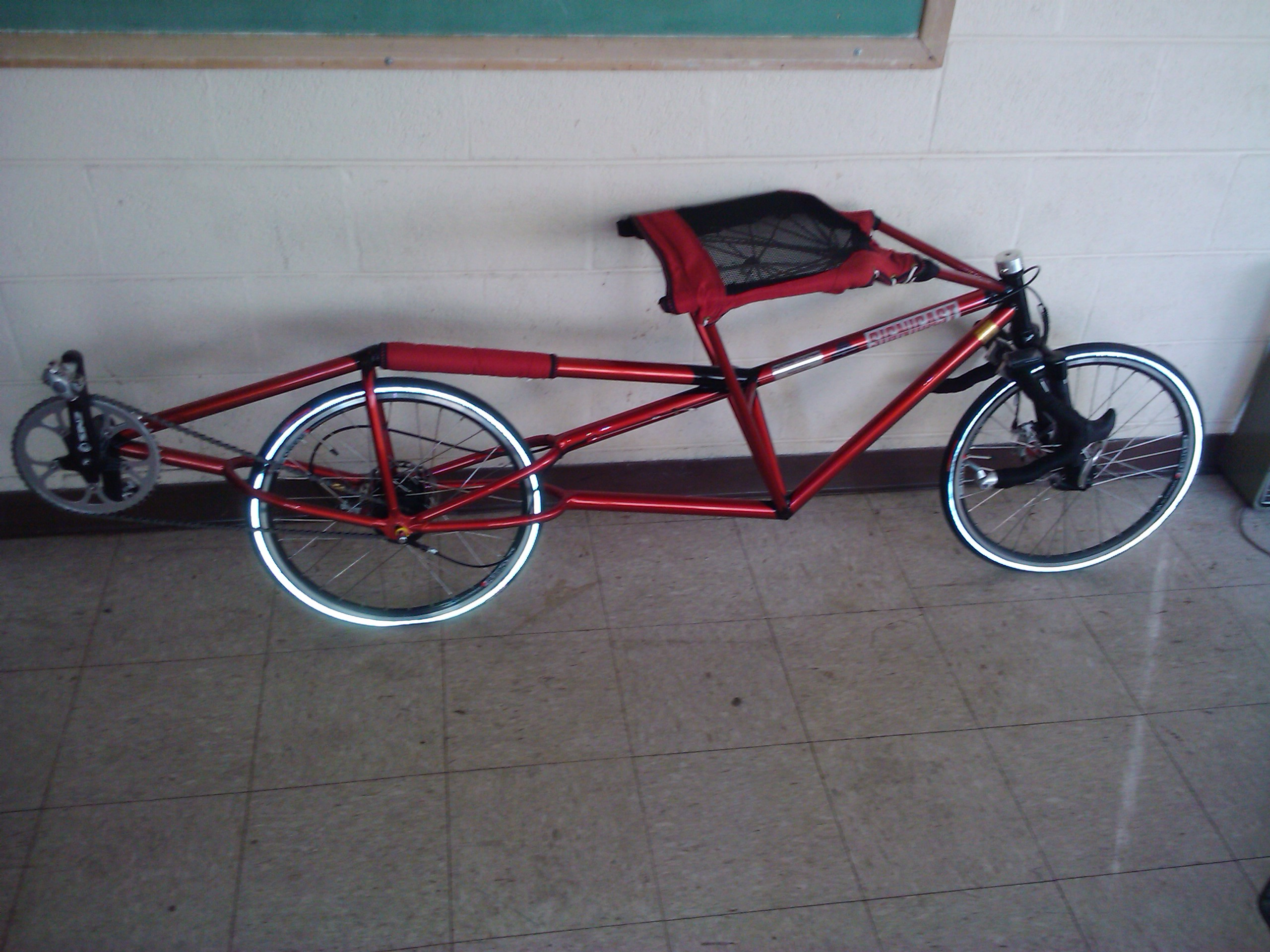
Ein Bauchlieger von Studenten der Milwaukee School of Engineering (MSOE)

Die meisten dieser Spezialräder sind Eigenkonstruktionen engagierter Bastler. Es gibt nur wenige in Manufakturarbeit hergestellte Modelle. Der erste Bauchlieger wurde 1897 von der US-amerikanischen Firma Darling entwickelt und auf den Markt gebracht.
Bird of Prey Bicycles bietet seit Oktober 2015 einen Bauchlieger mit relativ hoher Oberkörperposition, langem Radstand und Hüftstützen an. Das Modell basiert auf einem Design von John Aldridge aus 1991 und einer Konstruktion von Russ Denny seit 2010.